# 절원의 템페스트
《절원의 템페스트》(일본어: 絶園のテンペスト 제츠엔노 템페스토[*])는 시로다이라 쿄 (원작), 사노 아리히데 (구성), 사이자키 렌 (작화) 이 《월간 소년 간간》(스퀘어 에닉스)를 통해 2009년 8월부터 연재하고 있는 일본의 만화로 2012년 10월부터 이를 원작으로 한 텔레비전 애니메이션이 방영중이다.